# Miyamayomena
Miyamayomena,  es un género perteneciente a la familia Asteraceae. Comprende 6 especies descritas y solo 5 aceptadas.

## Taxonomía
El género fue descrito por Shirō Kitamura y publicado en Acta Phytotaxonomica et Geobotanica 33: 409. 1982.

## Especies
A continuación se brinda un listado de las especies del género Miyamayomena aceptadas hasta junio de 2011, ordenadas alfabéticamente. Para cada una se indica el nombre binomial seguido del autor, abreviado según las convenciones y usos.
- Miyamayomena angustifolia (Hand.-Mazz.) Y.L.Chen
- Miyamayomena koraiensis (Nakai) Kitam.
- Miyamayomena piccolii (Hook.f.) Kitam.
- Miyamayomena simplex (Hand.-Mazz.) Y.L.Chen
- Miyamayomena yuanqunensis (J.Q.Fu) J.Q.Fu